# Samla
Samla is een geslacht van weekdieren uit de klasse van de Gastropoda (slakken).

## Soorten
- Samla bicolor (Kelaart, 1858)
- Samla bilas (Gosliner & Willan, 1991)
- Samla macassarana (Bergh, 1905)
- Samla riwo (Gosliner & Willan, 1991)
- Samla rubropurpurata (Gosliner & Willan, 1991)
- Samla takashigei Korshunova, Martynov, Bakken, Evertsen, Fletcher, Mudianta, Saito, Lundin, Schrödl & Picton, 2017
- Samla telja (Ev. Marcus & Er. Marcus, 1967)

### Synoniemen
- Samla annuligera Bergh, 1900 => Samla bicolor (Kelaart, 1858)